# Eva Trnková
Eva Trnková (* 20. listopadu 1937, Třebíč) je česká kunsthistorička a teoretička umění.

## Biografie
Eva Trnková se narodila v Třebíči v roce 1937, v letech 1962 až 1967 vystudovala dějiny umění na někdejší UJEP, jejími kantory byli Ivo Krsek a Albert Kutal. V roce 1966 nastoupila do Galerie výtvarného umění v Ostravě, kde se věnovala primárně akviziční činnosti. Posléze se začala věnovat také dějinám a teorii umění, kdy se zaměřila hlavně na moderní umění umělců působících na severní Moravě a ve Slezsku. Je členkou Unie výtvarných umělců, sdružení výtvarných umělců a teoretiků Ostrava, Svazu českých výtvarných umělců Ostrava a Českého fondu výtvarných umění.